# Sheldon Goldstein
Sheldon Goldstein (* 24. Oktober 1947 in Augusta (Georgia))  ist ein US-amerikanischer theoretischer Physiker.
Goldstein studierte an der Yeshiva University mit dem Abschluss als Bachelor of Arts 1969 und als Bachelor of Science 1971 und der Promotion in Physik 1973. Seit 1977 ist er Professor an der Rutgers University.
Er befasst sich mit den Grundlagen der Quantenmechanik und speziell der Weiterentwicklung der De-Broglie-Bohm-Theorie. Dabei arbeitet er unter anderem mit Detlef Dürr zusammen.
Er ist Mitglied der American Association for the Advancement of Science.

## Schriften
- mit D. Dürr, R. Tumulka, N. Zanghi, Bohmian Mechanics, in: F Weinert, K. Hentschel, D. Greenberger, Compendium of Quantum Physics, Springer 2009, Arxiv, pdf